# Boogschieten op de Paralympische Zomerspelen 2012
Op de XIVe Paralympische Zomerspelen die in 2012 werden gehouden in Londen, Verenigd Koninkrijk was boogschieten een van de 20 sporten die werden beoefend.

## Mannen

### Teams
| \| Plaats \| land \| Punten \| \| ------ \| ---------- \| ------ \| \| 1 \| Rusland \| 1869 \| \| 2 \| Zuid-Korea \| 1811 \| \| 3 \| China \| 1858 \| |            |        |
| Plaats | land       | Punten |
| 1 | Rusland    | 1869   |
| 2 | Zuid-Korea | 1811   |
| 3 | China      | 1858   |

### Individueel
| Klasse         | Punten | land             | Goud               | land             | Zilver            | land           | Brons          |
| -------------- | ------ | ---------------- | ------------------ | ---------------- | ----------------- | -------------- | -------------- |
| Compound, open | 673    | Finland          | Jere Forsberg      | Verenigde Staten | Matt Stutzman     | Turkije        | Dogan Hanci    |
| Compound W1    | 659    | Verenigde Staten | Jeff Fabry         | Tsjechië         | David Drahoninsky | Canada         | Norbert Murphy |
| Recurve staand | 638    | Rusland          | Timur Tuchinov     | Rusland          | Oleg Shestakov    | Rusland        | Mikhail Oyun   |
| Recurve W1/W2  | 625    | Italië           | Oscar De Pellegrin | Maleisië         | Hasihin Sanawi    | Chinees Taipei | Lung Hui Tseng |

## Vrouwen

### Teams
| \| Plaats \| land \| Punten \| \| ------ \| ---------- \| ------ \| \| 1 \| Zuid-Korea \| 1639 \| \| 2 \| China \| 1714 \| \| 3 \| Iran \| 1646 \| |            |        |
| Plaats | land       | Punten |
| 1 | Zuid-Korea | 1639   |
| 2 | China      | 1714   |
| 3 | Iran       | 1646   |

### Individueel
| Klasse         | Punten | land                | Goud           | land                | Zilver           | land    | Brons                 |
| -------------- | ------ | ------------------- | -------------- | ------------------- | ---------------- | ------- | --------------------- |
| Compound, open | 676    | Verenigd Koninkrijk | Danielle Brown | Verenigd Koninkrijk | Mel Clarke       | Rusland | Stepanida Artakhinova |
| Recurve staand | 573    | China               | Huilian Yan    | Zuid-Korea          | Hwa Sook Lee     | Polen   | Milena Olszewska      |
| Recurve W1/W2  | 613    | Iran                | Zahra Nemati   | Italië              | Elisabetta Mijno | China   | Jinzhi Li             |

## Medaillespiegel
| Plaats | Land                | NPC    | Goud | Zilver | Brons | Totaal |
| 1      | Rusland             | RUS    | 2    | 1      | 2     | 5      |
| 2      | Zuid-Korea          | KOR    | 1    | 2      | 0     | 3      |
| 3      | China               | CHN    | 1    | 1      | 2     | 4      |
| 4      | Verenigd Koninkrijk | GBR    | 1    | 1      | 0     | 2      |
| 4      | Italië              | ITA    | 1    | 1      | 0     | 2      |
| 4      | Verenigde Staten    | USA    | 1    | 1      | 0     | 2      |
| 7      | Iran                | IRI    | 1    | 0      | 1     | 2      |
| 8      | Finland             | FIN    | 1    | 0      | 0     | 1      |
| 9      | Tsjechië            | CZE    | 0    | 1      | 0     | 1      |
| 9      | Maleisië            | MAS    | 0    | 1      | 0     | 1      |
| 11     | Canada              | CAN    | 0    | 0      | 1     | 1      |
| 11     | Polen               | POL    | 0    | 0      | 1     | 1      |
| 11     | Chinees Taipei      | TPE    | 0    | 0      | 1     | 1      |
| 11     | Turkije             | TUR    | 0    | 0      | 1     | 1      |
| Totaal | Totaal              | Totaal | 9    | 9      | 9     | 27     |

Atletiek · Bankdrukken · Basketbal · Blindenvoetbal · Boogschieten · Boccia · CP-voetbal · Goalball · Judo · Paardensport · Roeien · Rugby · Schermen · Schietsport · Tafeltennis · Tennis · Volleybal · Wielersport · Zeilen · Zwemmen
Rome 1960 ·
Tokio 1964 ·
Tel Aviv 1968 ·
Heidelberg 1972 ·
Toronto 1976 ·
Arnhem 1980 ·
New York & Stoke Mandeville 1984 ·
Seoel 1988 ·
Barcelona 1992 ·
Atlanta 1996 ·
Sydney 2000 ·
Athene 2004 ·
Peking 2008 ·
Londen 2012 ·
Rio de Janeiro 2016 ·
Tokio 2020 ·
Parijs 2024 ·
Los Angeles 2028